# انوشه آشوری
انوشه آشوری (زادهٔ ۱۳۳۳) مهندس بازنشستهٔ ایرانی بریتانیایی و ساکن بریتانیا است که در سال ۱۳۹۶ به اتهام جاسوسی توسط حکومت ایران بازداشت و زندانی شد. آشوری و نازنین زاغری پس از پرداخت ۵۳۰ میلیون دلار به جمهوری اسلامی، در ۲۵ اسفند ۱۴۰۰ از ایران خارج شدند.

## زندگی
آشوری یکی از بنیان‌گذاران شرکت تکنو خلاق و نمایندهٔ این شرکت در بریتانیا بود. او مرداد ۱۳۹۶ و زمانی که برای دیدار با مادر ۸۶ ساله‌اش به ایران رفته بود توسط نیروهای امنیتی بازداشت شد.

## بازداشت
انوشه آشوری می‌گوید: «یک روز که به بازار محلی رفتم تا زیپ چمدانم را تعمیر کنم همانطور که در خیابان راه می‌رفتم ناگهان یک خودرو کنار زد و چهار مرد از ماشین پیاده شدند چمدانم را گرفتند و از من خواستند صندلی عقب بنشینیم و راه افتادند نمی‌دانستم ربوده شده‌ام یا موضوع چیست؟ او گفت که در این خودرو حکم بازداشت را به او نشان دادند و بعد به او چشم‌بند زدند. پس از یک رشته بازجویی به یک سلول منتقل شدم و دو روز آنجا تنها بودم. فقط صدای فریاد می‌شنیدم. بلاتکلیفی وحشتناکی بود. به روح و روان رخنه می‌کرد. و بعد بازجویی شروع شد که گاه هر جلسه‌اش ۱۰ ساعت طول می‌کشید." انوشه آشوری می‌گوید که بعدا به بند ۲۰۹ زندان اوین به سلولی منتقل شد که چراغ‌های قوی داشت که هرگز خاموش نمی‌شدند».
به گفتهٔ آشوری پس از بازداشتش در حالی که از خواب محرومش کرده بودند روزانه بیش از ۱۲ ساعت از او بازجویی می‌کردند و زمانی که بازجوها تصاویری از فرزندان و همسرش را به او نشان دادند و گفتند که دیگر آنها را نخواهد دید مجبور به اعتراف به کارهایی شد که آن‌ها را انجام نداده بود. یک بار انوشه آشوری به بازجو می‌گوید: «دست شما به آنها نمی‌رسد. آنها در بریتانیا هستند». و او جواب می‌داد: «شاپور بختیار یادت هست؟ نخست‌وزیر سابق که در پاریس کشته شد. دست ما به همه می‌رسد». او می‌گوید در آن دوره نمی‌دانسته که چرا بازداشت شده و بعدا فهمید که موضوع به بدهی بریتانیا به ایران مربوط می‌شود.

## اتهامات
در شهریور سال ۱۳۹۸ قوهٔ قضائیهٔ ایران اعلام کرد آشوری به اتهام جاسوسی برای اسرائیل و تحصیل مال نامشروع به ۱۲ سال زندان و استرداد ۳۳ هزار یورو که از وی کشف شده به نفع جمهوری اسلامی محکوم شده‌است. سخنگوی قوهٔ قضائیهٔ ایران در زمان اعلام حکم گفت که آشوری با موساد در ارتباط بوده و اطلاعات زیادی را به آن‌ها منتقل کرده‌است. 
در بریتانیا افرادی که با زندان و اتهامات وارد شده به انوشه آشوری مخالفند بر این عقیده‌اند که او یکی از افرادی است که به دلیل اختلاف دولت‌های بریتانیا و ایران بر سر قرارداد نظامی چهارصد میلیون پوندی تانک‌های چیفتن (که پیش از انقلاب ۱۳۵۷ میان دو کشور امضا شد) در ایران گرفتار شده‌است. اما سفارت ایران در لندن هرگونه انگیزهٔ سیاسی در این زمینه را رد کرده و دلیل دستگیری و زندانی شدن آشوری را «جرایم مرتبط به امنیت ملی» اعلام کرده‌است.

## انتقال به بند عمومی زندان
در اسفند ۱۳۹۸ آشوری به بند چهار زندان اوین منتقل شد که به گفتهٔ او پیش‌تر زندانیان قربانی ویروس کرونا را آنجا نگهداری می‌کردند. در تیر ۱۳۹۹ آشوری از داخل زندان پیامی صوتی برای بوریس جانسون ضبط کرد و با اشاره به تهدید کووید ۱۹ از او خواست برای رهایی شهروندان بریتانیایی از زندان‌های ایران کاری بکند. او در آن پیام با استیصال گفته بود: «ترس من این است که دولت بریتانیا ما را فراموش کرده باشد». در پیام‌های صوتی دیگر (همسرش به درخواست آشوری مکالمات تلفنی را ضبط و منتشر کرده) او از مشاهداتش شامل دو مورد کشته‌شدن زندانیان زیر بازجویی‌های سخت، مرگ یک زندانی به دلیل مشکلات پزشکی ناشی از شرایط نامناسب زندان و بیش از ده مورد انتقال زندانیان به بیمارستان‌های روانی برای تزریق داروهای نامشخص و درمان با شوک الکتریکی سخن گفت. در بهمن ۱۳۹۹ حق برقراری تماس تلفنی از آشوری گرفته شد. به گفتهٔ همسرش مکالمات تلفنی روزانه تنها راهی بوده که باعث آگاهی آشوری از رخدادهای بیرون زندان از جمله روند پیگیری‌ها برای آزادیش می‌شده‌است.

## خروج از ایران
انوشه آشوری به همراه نازنین زاغری ۲۴ اسفند ۱۴۰۰ گذرنامه بریتانیایی خود را پس گرفت و روز بعد به فرودگاه امام خمینی منتقل و در ازای تسویه ۵۳۰ میلیون دلار بدهی تاریخی انگلستان به ایران، ایران را ترک کرد.